# 何光玥
何光玥（英語：Katherine Ho，1999年7月13日—），美国女歌手。她为2018年电影《摘金奇缘》翻唱了酷玩乐队歌曲《Yellow》中文版《流星》而成名。此前，她曾参加《美国之声》第10季。